# Acrísios
Acrísios o Acrisi (en llatí: Ācrĭsĭus, en grec antic: Άκρίσιος) va ser fill d'Abas, rei d'Argos, i d'Ocalia o Aglaia.
Era net de Linceu i besnet de Dànau. Son germà bessó era Pretos. Els nens revivien l'odi mutu que es tenien els seus avis, Dànau i Egipte, i ja es barallaven al ventre de sa mare. Es van declarar la guerra l'un a l'altre per esbrinar a qui pertanya el regne d'Argos que el seu pare els va llegar en morir. Durant aquella guerra, les tradicions expliquen que es va inventar l'ús de l'escut circular, que després va tenir molt d'èxit en l'art militar. Després d'una dura lluita, va vèncer Acrisi, que va expulsar al seu germà. Pretos es refugià a Lícia, on es va casar amb la filla del rei Iòbates, Estenebea. Iòbates, amb un exèrcit lici, va portar Pretos a l'Argòlida i li va cedir Tirint, que els ciclops havien fortificat amb muralles construïdes amb enormes blocs de pedra. Els dos germans van signar aleshores un pacte, on deia que Acrisi regnaria a Argos i Pretos a Tirint. El regne de l'Argòlida quedà dividit en dues parts.
Acrisi tenia una filla, Dànae, que havia tingut dels seu matrimoni amb Eurídice, filla de Lacedèmon. Però desitjava un fill, i anà a consultar l'oracle, que li va vaticinar que la seva filla tindria un fill, però que aquest nen mataria el seu avi. Per impedir el compliment de la profecia, Acrisi va construir una cambra subterrània de bronze on va tancar la seva filla Dànae, i hi va posar una bona guàrdia. Però això no va impedir que la noia fos seduïda. Segons unes versions va ser el seu oncle Pretos. Segons unes altres (la majoria), va ser el mateix Zeus, en forma de pluja d'or, que va caure sobre la noia per una escletxa del sostre. El fill de Dànae era Perseu. Quan Acrisi va saber que Dànae havia estat seduïda, agafà la seva filla i el nadó i els tancà en un cofre que va llençar al mar. Però Dictis els va recollir a la platja de Sèrifos.
Perseu, després d'haver tingut moltes aventures, va voler conèixer el seu avi Acrisi, i tornà a Argos acompanyat de la seva mare i de la seva esposa Andròmeda. Acrisi, quan ho va saber, va tenir por que es complís l'oracle, i va marxar a Larisa, al país dels pelasgs, a Tessàlia, a un punt tant lluny de Sèfiros com d'Argos, i apartat del camí que unia els dos llocs. Però a Làrissa, el rei Teutàmides celebrava uns Jocs Fúnebres en honor del seu pare, i Perseu s'hi va presentar per competir. Quan llençava el disc, es va aixecar un vent huracanat que el va desviar i el va fer anar al cap d'Acrisi, que morí a l'acte. Perseu, en veure que l'oracle s'havia acomplit, va enterrar Acrisi als afores de la ciutat i tornà a Argos.
Eurípides diu que Acrísios fou el fundador de l'amfictionia dèlfica però Estrabó pensa que va existir abans del seu temps.